# عبد الغني هللو
عبد الغني هللو وكنيته أبو خلدون سياسي فلسطيني. حتى عام 2015 فإنه عضو في المكتب السياسي للجبهة الديمقراطية لتحرير فلسطين والمسؤول عن المنطقة السورية من الجبهة الديمقراطية الشعبية.